# Skabersjö slot
Skabersjö (før 1658 dansk: Skabersø slot) er et slot i Svedala kommun i det tidligere Oxie herred, Skåne
Skabersjö slot ligger lige syd for E65 mellem Malmø og Svedala. Slottet består af en toetagers hovedbygning og to en-etagers længer. Det er beliggende på en lille holm med voldgrav. Mod syd strækker sig et have- og parkanlæg, som blev anlagt af Adolf Barnekow i løbet af 1700-tallet.

## Historie
Skabersjö blev i middelalderen skrevet som Skaprusæ, Skabersæ og Skabersiö hvilket tyder på at det lå ved en sø. Det tilhørte familien Passow og kom gennem ægteskab omkring 1300 i Ulfstand-slægtens eje. Thale Ulfstand, enke efter Poul Laxmand, solgte i 1600 Skabersjö til sin søsters efterkommer Tage Ottesen Thott til Eriksholm, der blev kaldt "Kongen af Skåne", og godset har siden, med et kort afbrydelse, været i Thott-slægtens eje. En af hans efterkommere, landshøvding Tage Thott, blev svensk friherre 1778. Han gjorde Skabersjö til fideikommis i 1805. Da han i 1807 blev greve blev Skabersjö den Thottske slægts grevskab.
Den gamle hovedbygning med volde, tårne og voldgrave blev brændt ned 1523 af Malmøbeboerne, fordi den skånske adel, under belejring af Malmø, benyttede Skabersjö som hovedkvarter. Slottet blev genopbygget af Holger Ulfstand og var stadig befæstet. Det nuværende Skabersjö er hovedsagelig fra 1700-tallet. Landshøvding Tage Thott foretog en grundig ombygning 1775-82.